# 死因審問

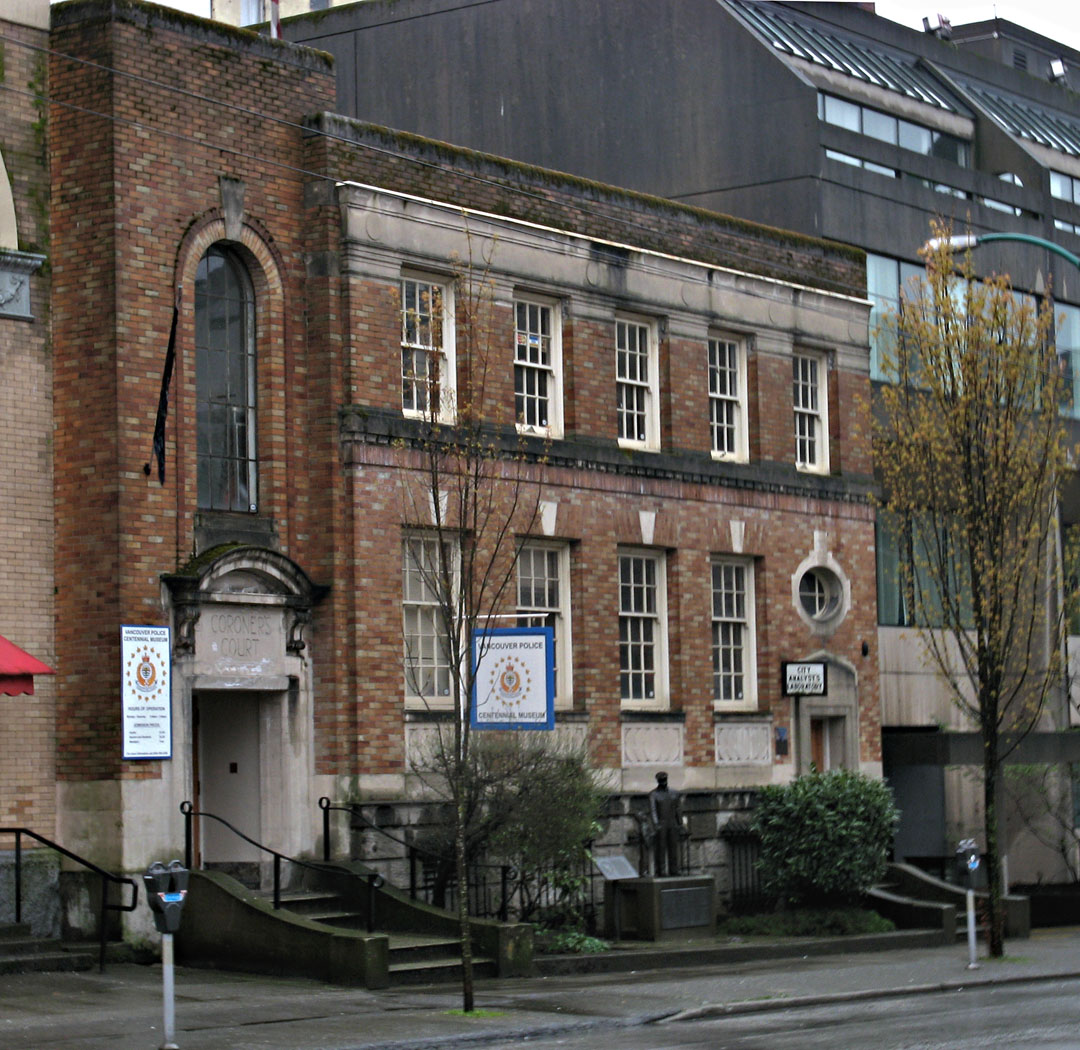
検死官裁判所（バンクーバー）

死因審問（しいんしんもん、英: inquest）、検死審問、又は、検死法廷とは、アメリカ合衆国やイギリスなどのコモン・ロー諸国における司法制度で、人が死亡した場合（特に変死体・不自然死・異状死の場合）に、検死官（検視官・coroner）が、その死因等を調査・特定（検死）するために、自殺か他殺か事故死か等を判定する、原則として公開で行われる審問・法廷である。

## イングランド・ウェールズ
イングランドおよびウェールズにおいては、検死官は、次に挙げる事例に該当する場合、検死のために陪審（検死陪審）を召喚しなければならない。
1. 刑務所又は警察の留置場で人が死亡した場合。
2. 警察官の職務執行に際し人が死亡した場合。
3. 労働における健康と安全等に関する法律（en:Health and Safety at Work etc. Act 1974）に当てはまる死亡の場合。
4. 人の死亡が公衆の健康若しくは安全に影響を及ぼす場合。

他殺と判定された場合、特定の加害者が指名される場合と不特定の加害者が指名される場合とがある。
人の死亡について死因審問が必要であると思われる場合には、何人も、その死亡を検死官に報告する一般的義務がある。しかし、この義務は、実際にはほとんど実効性を有しておらず、担当の登録係（registrar）が報告義務を負うこととなる。登録係は、次の場合には人の死亡を報告しなければならない。
- 死者が、病状末期に医師の立会を受けていなかったとき
- 死後又は死の14日前以降に死者を見た医師による、死因の確認が行われていないとき
- 死因が不明であるとき
- 登録官が、死因が不自然である、暴力行為、ネグレクト若しくは堕胎によるものである、又は不審な状況で起こったと信じるとき
- 外科手術中の死、又は麻酔を行っている間の死であるとき
- 死因が業務上の疾病であるとき

検死官は、次の場合には死因審問を行わなければならない。
- 死が暴力行為によるとき、又は不自然であるとき
- 突然死であり、かつ死因が不明なとき
- 刑務所又は警察の留置場における死であるとき

死因が不明である場合、検死官は、死が暴力行為によるものであるか否かを判断するために、検死解剖（post mortem examination）を命じることができる。死が暴力行為によるものでないことが分かったときは、死因審問は不要である。
2004年、イングランド・ウェールズにおいて、51万4000人が死亡し、そのうち22万5500件が検死官に付託された。そのうち11万5800件が検死解剖に付され、2万8300件の死因審問が行われた。そのうち570件が陪審によるものであった。

### 陪審の要否
検死官は、次に挙げる事例に該当する場合、死因審問のため、陪審を召喚しなければならない。検死官は、それ以外にも、自らの裁量で陪審を召喚することができる。
1. 刑務所又は警察の留置場での死である場合。
2. 警察官の職務執行に際しての死である場合。
3. 労働における健康と安全等に関する法律 (en:Health and Safety at Work etc. Act 1974) に当てはまる死亡の場合。
4. 人の死亡が公衆の健康若しくは安全に影響を及ぼす場合。

### 死因審問の範囲
死因審問の目的は、次の四つの点を明らかにすることである。
- 死者の身元
- 死亡の場所
- 死亡の日時
- 死因

証拠は、これらの問題に答えることのみを目的としたものでなければならず、それ以外の証拠は許容されない。死因審問の目的は、「死者がどのような事情の下死亡したか」という広い周辺事情を確かめることではなく、「死者がどうやって死に至ったか」という、より狭く限定された問題に答えることである。さらに、刑事上・民事上の責任について判断することは死因審問の目的ではない。例えば、在監者が独房で首を吊った場合、死因は首吊りであるといえば十分であり、刑務所職員の怠慢・不注意が当該在監者の心理状態に影響を与えたのではないかとか、それによって首吊りの機会を与えることになったのではないかといった周辺事情を調査することが目的ではない。もっとも、死因審問は、公益上要求される程度までは、事実を明らかにすべきである。
欧州人権条約2条において、各国政府は、「合理的に実行可能な範囲で最大限、生命を保護するための法、予防措置、手続及び法執行手段の枠組みを確立する」ことが求められている。欧州人権裁判所は、この規定を、公務員が関与している可能性のある死については、いかなるものも、独立した政府機関による調査が必要であると解釈している。1998年人権法 (en) の施行以来、このような事件に限っては、死因審問は「どのような方法で、そしてどのような状況で」死亡したかというより広い問題を検討することとなっている。
災害（例えばキングズ・クロスの火災 (en)）の場合は、数人の死についてまとめて1回の死因審問が行われることがある。しかし、1887年にアイルランド・ミッチェルタウンで数人の抗議者が警察に射殺された事件では、共通で行われた検死陪審による認定が、死亡の時と場所がそれぞれ異なるという理由で破棄された。

### 手続
死因審問は、検死官規則に則って行われる。検死官は、近親者、証人尋問権を有する者、審理の対象となる行為をした者に対し、告知を行う。死因審問は、安全保障上の真の問題がある場合を除き、公開で行われる。
死者の親族のように手続への利害関係を有する個人、証人として出頭する個人、及び死亡に関し何らかの責任を問われる可能性のある個人又は組織は、検死官の裁量により、弁護士を付すことができる。証人は、自己負罪拒否特権がある場合のほかは、証言を強制されることがある。

### 評決
強制力はないものの、以下の分類に従って評決を出すことが強く推奨されている。
- 第1カテゴリー
  - 自然死
  - 業務上の疾病
  - 薬物依存、又は非依存性の薬物乱用
  - 出産時の不注意
  - 不十分な監護、又はセルフネグレクト
- 第2カテゴリー
  - 自殺
  - 堕胎未遂、又は自為堕胎
  - 不慮の事故
  - 死刑の執行
  - 違法性の阻却される殺害行為
  - 死因不明
- 第3カテゴリー（不法な殺人）
  - 謀殺 (murder)
  - 故殺 (manslaughter)
  - 嬰児殺
- 第4カテゴリー
  - 死産

2004年に行われた死因審問のうち、37%が不慮の事故、21%が自然死、13%が自殺、10%が死因不明、19%がその他という結果であった。

### 改革
現在の制度に対する不満、特に連続殺人犯のハロルド・シップマンの検挙に失敗したと受け止められたことから、死因審問の改革が提案されている。そのための改正草案が、2006年6月12日に発表された。その骨子は次のとおりである。
- 遺族が検死官の調査に参加する権利を拡大すること
- 業務を指導・監督するために「首席検死官」の職を新たに設けること
- 新たな管轄区域に、常任の検死官を置くこと
- 検死官の調査権限を拡大すること
- 検死官の調査及び判断に対する医療側の協力態勢を改善すること
- 全国的に職務を行う埋蔵物調査官 (treasure coroner) の職を新設し、埋蔵物に関する管轄はこれに与えること[27]